# Steinweg 1a, 1b (Quedlinburg)

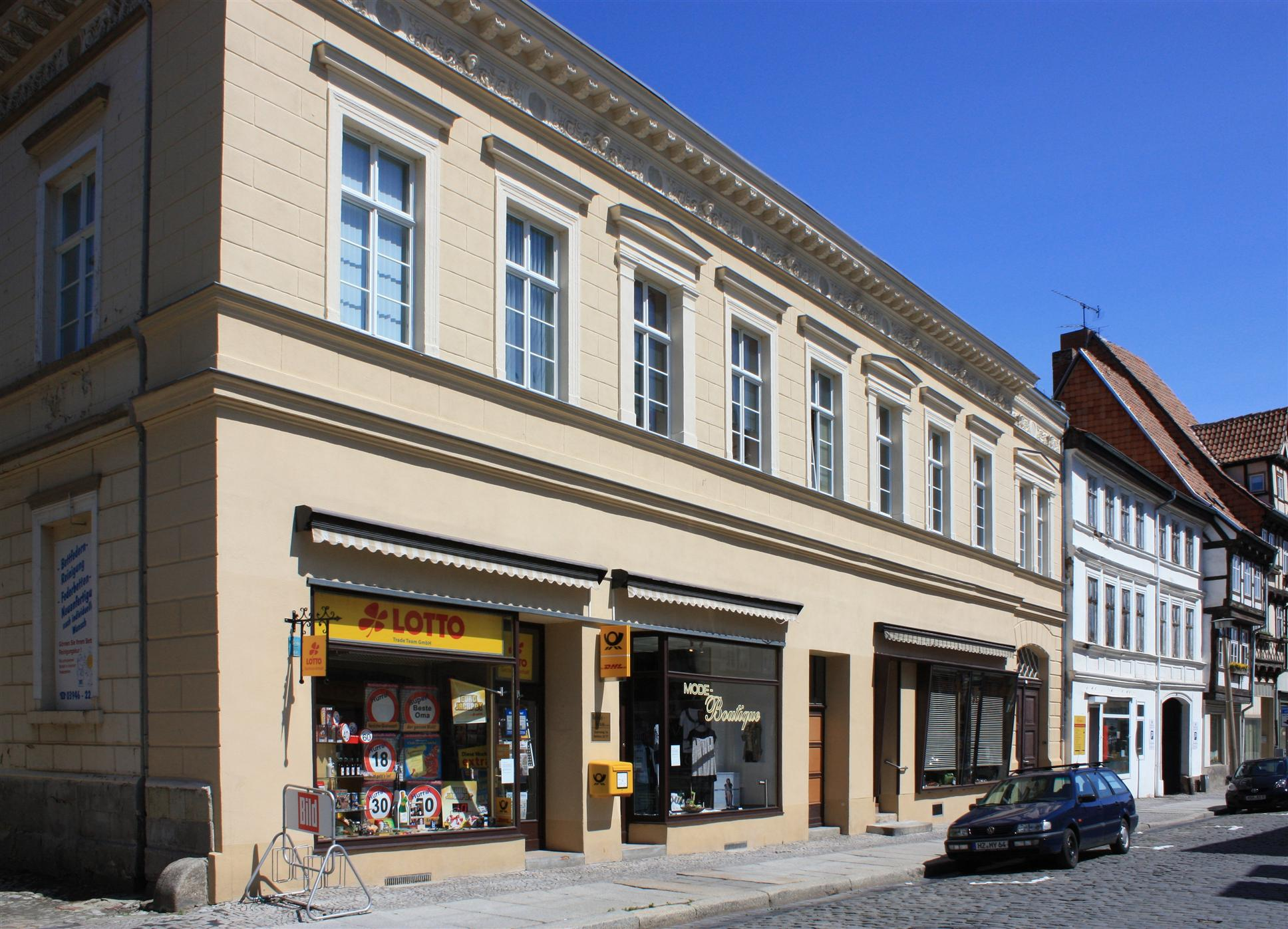
Haus Steinweg 1a, 1b

Das Haus Steinweg 1a, 1b ist ein denkmalgeschütztes Gebäude in der Stadt Quedlinburg in Sachsen-Anhalt.

## Lage
Das im Quedlinburger Denkmalverzeichnis eingetragene Wohnhaus befindet sich in der historischen Neustadt Quedlinburgs auf der Nordseite des Steinwegs und gehört zum UNESCO-Weltkulturerbe. Östlich grenzt das gleichfalls denkmalgeschützte Haus Steinweg 2 an.

## Architektur und Geschichte
Das zweigeschossige, in massiver Bauweise errichtete Gebäude entstand in der Zeit um 1860. Das Haus erstreckt sich über zehn Achsen, die Fassade ist mit einer Putzquaderung versehen. Am Obergeschoss befinden sich Stuckverzierungen, so sind die Gebälkkonsolen in Akanthusformen gestaltet. Das Relieffries ist mit Hermesbüsten versehen. An den Fenstern befinden sich Ädikularahmen. Bedeckt ist das Gebäude durch ein flaches Walmdach.
Um das Jahr 1900 entstand im Erdgeschoss ein Ladeneinbau. Seitlich versetzt findet sich eine Toreinfahrt.